# Murade II
Murade II (1404 – 3 de fevereiro de 1451) foi sultão do Império Otomano de 1421 até 1451 (excepto num período entre 1444 e 1446).